# Gunnar Ekblom
Gunnar Ekblom, född 6 december 1885 i Köping, död 21 april 1976 i Norrtälje, var en svensk målare och grafiker.
Ekblom studerade vid Konsthögskolan i Stockholm 1909–1914 och deltog i Axel Tallbergs etsningsskola. Därefter företog han studieresor bland annat till England, Frankrike, Spanien och Italien. Hans konst består av figursaker och landskapsskildringar men han gjorde sig mest känd som porträttmålare. Bland hans offentliga utsmyckningar märks en freskomålning på väggen bakom altaret i Dådrans kapell i Rättvik.
Ekblom är representerad vid Nationalmuseum samt med etsningar vid Moderna museet och vid Statens porträttsamling på Gripsholms slott, Västerås konstgalleri och i The Jefferson Memorial i Saint Louis med ett porträtt av Charles A. Lindbergh.
Gunnar Ekblom var son till kontraktsprosten Johan Erik Ekblom och Emilia Wilhelmina Gustava Boëthius. Hans syster var gift med Kristian Wik. Han var morbror till Per Kristian och Gunnar Wik.